# Paratrechina sindbadi
Paratrechina sindbadi är en myrart som beskrevs av Bohdan Pisarski 1960. Paratrechina sindbadi ingår i släktet Paratrechina och familjen myror. Inga underarter finns listade i Catalogue of Life.